# 翅茎蜂斗草
翅茎蜂斗草（学名：Sonerila alata）为野牡丹科蜂斗草属的一种植物。为Sonerila maculata Roxb.的异名。

## 变种
- 短萼蜂斗草 Sonerila alata var. triangula，为海棠叶蜂斗草（Sonerila plagiocardia Diels）的异名